# DHT (banda)
DHT (acrónimo de Dance House Trance - Casa de Baile Trance) era un dúo belga, su cantante era Edmée Daenen (nacido 25 de marzo de 1985 en Kortrijk) y Flor Theeuwes, también conocido como DJ Da Rick (nacido el 28 de agosto de 1976 en Turnhout). Tuvieron un episodio de éxito en los EE. UU. y Australia en 2005, con su versión de Listen to Your Heart, originalmente grabado por Roxette. La pista logrado el puesto 7 en el UK Singles Chart en diciembre de aquel año. Para la publicidad de la canción a menudo eran mencionados como DHT como un acrónimo para Definite Hit Track (El Track Definitivo). El 14 de junio de 2019 el dúo saco a la luz un álbum hasta ese entonces no publicado, cuyo título es #2.
Han sido uno de los pocos artistas en llegar al top 10 del Billboard Hot 100 de EE. UU. con una canción de estilo trance

## Discografía
- Listen to Your Heart - (19 de julio de 2005)
- Listen to Your Heart, Dance & Unplugged (2-disc set) (conjunto de 2 discos) - (12 de agosto de 2006)
- #2 - (14 de junio de 2019)

### Sencillos
| Título                                   | Año  | Posición en los Charts de cada País | Posición en los Charts de cada País | Posición en los Charts de cada País | Posición en los Charts de cada País | Posición en los Charts de cada País | Posición en los Charts de cada País | Posición en los Charts de cada País | Posición en los Charts de cada País | Posición en los Charts de cada País | Posición en los Charts de cada País | Certificaciones (según ventas) | Álbum                |
| Título                                   | Año  | AUS                                 | BEL (FL)                            | FRA                                 | GER                                 | IRE                                 | NLD                                 | NOR                                 | SWI                                 | UK                                  | US                                  | Certificaciones (según ventas) | Álbum                |
| ---------------------------------------- | ---- | ----------------------------------- | ----------------------------------- | ----------------------------------- | ----------------------------------- | ----------------------------------- | ----------------------------------- | ----------------------------------- | ----------------------------------- | ----------------------------------- | ----------------------------------- | ------------------------------ | -------------------- |
| "True Love"                              | 2002 | —                                   | 29                                  | —                                   | —                                   | —                                   | —                                   | —                                   | —                                   | —                                   | —                                   |                                | Non-album singles    |
| "Magic Melody"                           | 2003 | —                                   | 33                                  | —                                   | —                                   | —                                   | —                                   | —                                   | —                                   | —                                   | —                                   |                                | Non-album singles    |
| "Uninvited"                              | 2003 | —                                   | 33                                  | —                                   | —                                   | —                                   | —                                   | —                                   | —                                   | —                                   | —                                   |                                | Non-album singles    |
| "Listen to Your Heart" (featuring Edmée) | 2003 | 11                                  | 15                                  | 7                                   | 81                                  | 12                                  | 10                                  | 19                                  | 100                                 | 7                                   | 8                                   | - RIAA: Gold                   | Listen to Your Heart |
| "My Dream"                               | 2004 | —                                   | 39                                  | —                                   | —                                   | —                                   | —                                   | —                                   | —                                   | —                                   | —                                   |                                | Listen to Your Heart |
| "Driver's Seat" (as Dared)               | 2005 | —                                   | 33                                  | —                                   | —                                   | —                                   | —                                   | —                                   | —                                   | —                                   | —                                   |                                | Listen to Your Heart |
| "Someone"                                | 2006 | —                                   | —                                   | —                                   | —                                   | —                                   | —                                   | —                                   | —                                   | —                                   | —                                   |                                | Listen to Your Heart |
| "I Go Crazy"                             | 2006 | —                                   | 53                                  | 76                                  | —                                   | —                                   | 56                                  | —                                   | —                                   | —                                   | —                                   |                                | Listen to Your Heart |
| "I Miss You"                             | 2007 | —                                   | —                                   | —                                   | —                                   | —                                   | —                                   | —                                   | —                                   | —                                   | —                                   |                                | Listen to Your Heart |
| "Heaven Is a Place on Earth"             | 2007 | —                                   | —                                   | —                                   | —                                   | —                                   | —                                   | —                                   | —                                   | —                                   | —                                   |                                | #2                   |
| "Your Touch"                             | 2009 | —                                   | —                                   | —                                   | —                                   | —                                   | —                                   | —                                   | —                                   | —                                   | —                                   |                                | #2                   |
| "Bonkers"                                | 2010 | —                                   | —                                   | —                                   | —                                   | —                                   | —                                   | —                                   | —                                   | —                                   | —                                   |                                | #2                   |
| "—" denotes releases that did not chart  |      |                                     |                                     |                                     |                                     |                                     |                                     |                                     |                                     |                                     |                                     |                                |                      |